# Tat tat
Tat tat is een lied van de Nederlandse rapformatie SFB in samenwerking met de Nederlandse voetballers en rappers Memphis Depay en Quincy Promes. Het stond in 2022 als tweede track op het album Reset the levels IV van SFB.

## Achtergrond
Tat tat is geschreven door Francis Junior Edusei, Alejandro Boberto Hak, Memphis Depay, Quincy Promes en Sean Lynch en geproduceerd door Lynch. Het is een nummer dat past in de genres nederhop en trap. In het lied rappen de artiesten over hun successen en hoe hun leven is.
Door verschillende media werd de samenwerking omschreven als "opvallend", omdat ze het bijzonder vonden dat Depay samen op een lied te horen was met Promes. Dit was het geval omdat Memphis Depay vlak voor uitbrengen van de single was geselecteerd om voor het Nederlands voetbalelftal op het wereldkampioenschap voetbal 2022, terwijl Promes op dat moment in Nederland werd verdacht van poging tot moord. Depay had het eerder al meermaals opgenomen voor Promes en betuigde met de samenwerking nogmaals zijn steun aan Promes.

## Hitnoteringen
Ondanks dat het lied niet als single was uitgebracht, hadden de artiesten toch bescheiden succes met het lied in Nederland. Het stond op de 64e plaats van de Single Top 100 in de enige week dat het in deze hitlijst te vinden was. De Top 40 en haar Tipparade werden niet bereikt.